# Wijken en buurten in Sevenum
De Nederlandse gemeente Sevenum werd tot herindeling van 1 januari 2010, voor statistische doeleinden onderverdeeld in wijken en buurten. Per 1 januari 2010 maakt de gemeente Sevenum deel uit van de gemeente Horst aan de Maas.
De gemeente werd verdeeld in de volgende statistische wijken:
- Wijk 00 (CBS-wijkcode:096400)

Een statistische wijk kan bestaan uit meerdere buurten. Onderstaande tabel geeft de buurtindeling met kentallen volgens het Centraal Bureau voor de Statistiek (2008):
| CBS-buurtcode | Buurtnaam                                         | Inwonertal | Opp. totaal (ha) | Opp. land (ha) | Ligging                |
| ------------- | ------------------------------------------------- | ---------- | ---------------- | -------------- | ---------------------- |
| BU09640000    | Sevenum                                           | 4690       | 167              | 167            | Locatie in de gemeente |
| BU09640001    | Kronenberg waaronder Achterste Hees               | 1190       | 968              | 966            | Locatie in de gemeente |
| BU09640002    | Evertsoord De Peel                                | 300        | 1571             | 1513           | Locatie in de gemeente |
| BU09640003    | Voorste Hees Voorste Steeg                        | 530        | 658              | 658            | Locatie in de gemeente |
| BU09640004    | Rooskenskant                                      | 200        | 133              | 133            | Locatie in de gemeente |
| BU09640008    | Verspreide huizen Kleef- Den Broek                | 170        | 463              | 463            | Locatie in de gemeente |
| BU09640009    | Verspreide huizen Tongelo, Ulfterhoek en omgeving | 570        | 906              | 904            | Locatie in de gemeente |